# Síndrome do trato iliotibial

Síndrome do trato iliotibial

A Síndrome do trato (ou banda) iliotibial é uma lesão comum do joelho, geralmente associada com corrida, ciclismo, caminhadas ou quaisquer atividades de levantamento de peso, especialmente o agachamento.
A Síndrome do trato iliotibial é uma lesão resultante da sobrecarga dos tecidos conjuntivos que estão localizados na parte lateral ou externa da coxa e joelho, causando dor e inflamação nessas áreas, especialmente logo acima da articulação do joelho.

## Definição
A síndrome do trato iliotibial é a principal causa de queixas de dor lateral no joelho de corredores. O trato iliotibial é uma faixa de fascia na região lateral do joelho, estendendo-se da parte externa da pélvis, por sobre o quadril e joelho, encaixando-se na parte superior da tíbia, logo baixo do joelho.
Esta faixa desempenha um papel crucial em estabilizar o joelho durante a corrida, a medida em que ele se move desde abaixo para a frente do fêmur. A contínua fricção do trato iliotibial sobre o epicôndilo femural, combinada com a repetida flexão e extensão do joelho durante a corrida, pode provocar uma inflamação na região.

## Sintomas
Os sintomas associados à síndrome do trato iliotibial variam desde uma queimação logo acima da articulação do joelho, até mesmo o inchaço e entumescimento do tecido na região onde a faixa se move por sobre o fêmur.
A sensação de dor e queimação logo acima da articulação do joelho é sentida na parte externa do joelho ou por toda a extensão do trato iliotibial. A dor pode não ocorrer imediatamente durante a atividade física, mas ir se intensificando ao longo do tempo.
A dor é comumente sentida no momento em que o pé toca o chão e pode se perpetuar após a atividade. Pode-se sentir dor também acima ou abaixo do joelho, no ponto em que o trato iliotibial se encaixa na tíbia.

## Exame físico
Pacientes com síndrome da banda iliotibial podem apresentar dor à palpação do joelho lateral, aproximadamente 2 cm acima da interlinha articular. A dor é geralmente pior quando o paciente está na posição de pé, com o joelho fletido a 30 graus. Neste ângulo, a banda iliotibial desliza sobre o côndilo femural, e está sob tensão máxima, reproduzindo os sintomas.
A palpação da musculatura e do trato iliotibial distal pode revelar múltiplos pontos gatilhos miofasciais nos músculos vasto lateral, glúteo médio e bíceps femoral. A palpação destes pontos pode causar dor referida para a face lateral do joelho afetado.
O teste de Ober pode ser usado para avaliar a contratura da banda iliotibial. Com o paciente deitado em decúbito lateral sobre o lado afetado, estende-se o quadril e o joelho flexionado a um ângulo de 90 graus. O examinador deve estabilizar a pelve, e então abduzir a perna afetada. A perna é então abaixada, em adução. Se o trato iliotibial estiver normal, a perna irá aduzir e o paciente não sentirá dor. Caso a banda esteja contraturada, a perna permanecerá na posição em abdução, e o paciente poderá referir dor na lateral do joelho.

## Tratamento
O tratamento requer a modificação da atividade, massagem e alongamento e fortalecimento do membro afetado. O objetivo é minimizar o atrito da banda iliotibial como desliza sobre o côndilo femoral. 
A maioria dos corredores com baixa quilometragem respondem a um regime de medicamentos analgésicos, anti-inflamatórios e alongamento; no entanto, para os corredores competitivos, pode ser necessário um programa de tratamento mais abrangente.
O objetivo inicial do tratamento deve ser aliviar a inflamação, usando gelo e medicamentos anti-inflamatórios. Orientações ao paciente e modificação de atividade são cruciais para o sucesso do tratamento. Deve-se evitar qualquer atividade com movimentos de flexão e extensão repetitivas. 
Caso a dor com deambulação persistir por mais de três dias após o início do tratamento, uma injeção local de corticosteroide pode ser considerada.